# 熊本県消防学校
座標: 北緯32度47分59.3秒 東経130度47分19.8秒 / 北緯32.799806度 東経130.788833度
熊本県消防学校（くまもとけんしょうぼうがっこう）は、熊本県上益城郡益城町にある消防学校である。地方公務員の消防士採用試験に合格した県内の自治体消防の新人消防吏員、新人職員、新人消防団員の育成を行っている。また、専門実務の運用に関する教育・研究・調査を主要任務としている。

## 所在地
- 熊本県上益城郡益城町惣領字西窪2167

## 沿革
- 1950年（昭和25年）4月 - 熊本市九品寺1丁目18番2号、財団法人熊本県消防協会内に熊本県消防訓練所を開設
- 1963年（昭和38年）10月 - 消防組織法の一部改正により、県の義務設置機関となったことに伴い、熊本市横手5丁目16番38号に熊本県消防学校を設置
- 1981年（昭和56年）4月 - 現在地に移転

## 教養
- 消防職員
  - 初任教育
  - 専科教育
  - 幹部教育
  - 特別教育
- 消防団員
  - 基礎教育
  - 専科教育
  - 幹部教育
  - 特別教育　など

## 施設
- 教育棟
- 屋内訓練場
- 訓練塔
- 補助訓練塔
- 救急棟　など